# Papinsko vijeće za promicanje nove evangelizacije
Papinsko vijeće za promicanje nove evangelizacije je vijeće Rimske kurije, koje je utemeljio papa Benedikt XVI. 28. lipnja 2010., uoči svetkovine svetih Petra i Pavla, s ciljem promicanja vjere u državama, gdje je katoličanstvo duboko ukorijenjeno, ali postoji kriza vjere.
Papa je prilikom uspostave Vijeća rekao da je "proces sekularizacije proizveo ozbiljnu krizu u smislu kršćanske vjere i uloge Crkve", a novo Papinsko vijeće će "promicati obnovljenu evangelizaciju" u zemljama gdje je Crkva odavno postojala", ali koje žive progresivnu sekularizaciju društva i neku vrstu pomrčine smisla za Boga". Neke od zadaća ovog Vijeća su i: produbiti teološko i pastoralno značenje nove evangelizacije, promicati uporabu Katekizma Katoličke Crkve kao bitne i sveobuhvatne formulacije sadržaja vjere ljudi našeg vremena, promicati korištenje suvremenih oblika komunikacije, kao sredstva za nove evangelizacije, širenje i primjena papinskog učiteljstva o pitanjima vezanim za novu evangelizaciju i dr.
Dana 30. lipnja 2010., papa Benedikt XVI. imenovao je kao prvog predsjednika nadbiskupa Salvatorea Fisichellu, do tada predsjednika Papinske akademije za život. U radu ovog Vijeća sudjeluju i tajnik, podtajnik te članovi (kardinali, nadbiskupi i biskupi). Među članovima su i hrvatski kardinal Josip Bozanić te nadbiskup Nikola Eterović.
Dana, 25. siječnja 2013., papa Benedikt XVI., prenio je nadzor kateheze iz Kongregacije za kler u Papinsko vijeća za promicanje nove evangelizacije.